# Sarabandus robustus
Sarabandus robustus is een keversoort uit de familie moerasweekschilden (Scirtidae). De wetenschappelijke naam van de soort werd in 1875 gepubliceerd door John Lawrence LeConte.